# Boker’s Bitters

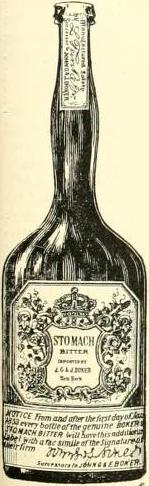
Boker’s Stomach Bitter, Werbeillustration mit Markenzeichen von 1853 – Die signifikante Form der Flasche wird „Lady’s Leg“ (Damenbein) genannt.

Boker’s Bitters, fälschlich auch Bogart’s Bitters, ist eine Bitterspirituose aus getrockneten Orangenschalen, Kassiarinde, Grünem Kardamom und Malvenblüten. Es dominieren Aromen von Kardamom und Malven, unterlegt von einer feinen Zitrusnote und Noten von Kaffee und Schokolade im Abgang. Als Magenbitter und als Zutat in verschiedenen Cocktails (Cocktailbitter), etwa Martinez oder Old Fashioned, erfreute sich die Spirituose im 19. und zu Beginn des 20. Jahrhunderts in den Vereinigten Staaten großer Beliebtheit, ehe die Prohibition die Produktion und Verbreitung des Getränks untersagte. Heute ist es im Ergebnis neuen Interesses an Cocktail-Rezepten des 19. Jahrhunderts wieder als Replikat erhältlich. Als Ersatz wird manchmal Angosturabitter verwendet.

## Geschichte
Das Getränk wurde 1828 unter dem Namen Boker’s Bitters von dem deutsch-amerikanischen Wein- und Spirituosenhändler Johann Gottfried Böker und dessen Bruder Eduard (1798–1853) durch deren Firma J. G. & E. Boker in New York City erstmals auf den Markt gebracht. 1853 erhielt es ein Markenzeichen. Der Magenbitter wurde von Ludwig Funke Jr. (* 3. Januar 1828 in Königsberg i. Pr.; † 2. April 1892 in New York), Bokers Schwiegersohn, in Bokers Firmensitz in der Front Street 93 in Manhattan zubereitet. Nach dem Tod Eduards wurde das Produkt unter der Bezeichnung „Boker’s Stomach Bitter“ und unter dem Firmennamen J. G. & J. Boker vermarktet. Am 29. Februar 1860, wenige Tage vor seinem Tod, verkaufte Böker das Geschäft einschließlich der Manufaktur, der Markenrechte und der Rezepte an seinen Schwiegersohn Ludwig Funke Jr., den Ehemann der Tochter Helene (1830–1870). 1886 war die Firma Boker’s Bitters in der John Street 78 in Manhattan ansässig.
Im „Golden Age of Cocktail“ (1860–1919) war die Spirituose für Barkeeper eine unerlässliche Zutat in vielen Mischgetränken. In Jerry Thomas’ Werk The Bar-Tender’s Guide (Ausgabe 1862) wurde das Produkt irrtümlich als „Bogart’s Bitters“ bezeichnet, wodurch sich ein falscher Produktname verbreitete. Im Pure Food and Drug Act von 1906 wurde verboten, das Produkt in den Vereinigten Staaten als Allheilmittel zu bewerben und ihm medizinische Qualitäten zuzuschreiben.

## Rezeptur
In einem amerikanischen Wein- und Likörführer sowie Rezeptbuch aus dem Jahr 1863 wird die Herstellung von Boker’s Bitters mit folgender Rezeptur beschrieben:
- 1½ oz. geriebene Kassiarinde
- 1½ oz. Kalmus
- 1½ oz. Catechu-Pulver
- 1 oz. Grüner Kardamom
- 2 getrocknete Orangenschalen

Zum Herstellungsprozess wird folgende Anleitung gegeben:
- „Mazeriere obige Zutaten zehn Tage in einem halben Gallon Whisky, filtere es und füge zwei Gallons Wasser hinzu. Färbe es mit einem Extrakt aus Malvenblüten.“[10]